# Elecciones estatales de Tamaulipas de 2016
Las Elecciones estatales de Tamaulipas de 2016 se llevaron a cabo el 5 de junio de 2016 y en ellas fueron renovados los siguientes cargos de elección popular:
- Gobernador de Tamaulipas. Titular del poder ejecutivo del estado, electo para un periodo de seis años no reelegibles en ningún caso. El candidato electo fue Francisco Javier García Cabeza de Vaca.[1]
- 43 ayuntamientos. Compuestos por un presidente municipal y regidores, electos para un periodo de dos años para empatar con las elecciones federales.[1]
- 36 diputados al Congreso del Estado. 22 electos por una mayoría de cada uno de los distritos electorales y 14 de representación proporcional.

## Resultados electorales

### Ayuntamientos
| Partido/Coalición | Partido/Coalición         | Municipios |
| ----------------- | ------------------------- | ---------- |
|                   | PAN                       | 24         |
|                   | PRI-PVEM-PANAL            | 16         |
|                   | PRD                       | 0          |
|                   | PT                        | 0          |
|                   | Movimiento Ciudadano      | 0          |
|                   | MORENA                    | 0          |
|                   | Partido Encuentro Social  | 1          |
|                   | Candidatos Independientes | 2          |

### Ayuntamiento deVictoria

#### Candidatos electos
| Municipio          | Partido/Coalición | Alcalde (2016-2018)                    |
| ------------------ | ----------------- | -------------------------------------- |
| Abasolo            |                   | Yesika Yanet Selvera Garza             |
| Aldama             |                   | Faisal Smer Silva                      |
| Altamira           |                   | Alma Laura Amparán Cruz                |
| Antiguo Morelos    |                   | Evangelina Ávila Cabriales             |
| Burgos             |                   | Alejandro Moya Garza                   |
| Bustamante         |                   | Maricela Rodríguez González            |
| Camargo            |                   | Edelmira García Delgado                |
| Casas              |                   | Jesús Arturo Barrón Perales            |
| Ciudad Madero      |                   | José Andrés Zorrilla Moreno            |
| Cruillas           |                   | Guadalupe Aguirre de León              |
| Gómez Farías       |                   | Francisco Javier López Reyes           |
| González           |                   | Guillermo Verlage Berry                |
| Güémez             |                   | Carlos Adrián Cárdenas González        |
| Guerrero           |                   | Beatriz Posadas Noriega                |
| Gustavo Díaz Ordaz |                   | Jorge Navarro Garza                    |
| Hidalgo            |                   | María de Lourdes Domínguez Walle       |
| Jaumave            |                   | José Luis Gallardo Flores              |
| Jiménez            |                   | Mónica Saldívar Quintanilla            |
| Llera              |                   | Héctor Manuel de la Torre Valenzuela   |
| Mainero            |                   | María Dolores Cuellar Luna             |
| Mante              |                   | Juan Francisco Leal Guerra             |
| Matamoros          |                   | Jesús Juan de la Garza Díaz del Guante |
| Méndez             |                   | Anabel Rivera Treviño                  |
| Mier               |                   | Roberto Gustavo González Hinojosa      |
| Miguel Alemán      |                   | Rosa Icela Corro Acosta                |
| Miquihuana         |                   | María Guadalupe Rodríguez Gámez        |
| Nuevo Laredo       |                   | Óscar Enrique Rivas Cuellar            |
| Nuevo Morelos      |                   | José Antonio Rivera Espinoza           |
| Ocampo             |                   | Pedro Javier Muñiz Camacho             |
| Padilla            |                   | Edgar Eduardo Alvarado García          |
| Palmillas          |                   | Genoveva Cordova Castro                |
| Reynosa            |                   | Maki Esther Ortiz Domínguez            |
| Río Bravo          |                   | Juan Diego Guajardo Anzaldúa           |
| San Carlos         |                   | Rolando Selvera Aguilar                |
| San Fernando       |                   | José Ríos Silva                        |
| San Nicolás        |                   | Sandra Verónica Benavides Castellanos  |
| Soto la Marina     |                   | Habiel Medina Flores                   |
| Tampico            |                   | Magdalena Peraza Guerra                |
| Tula               |                   | Antonio Leija Villarreal               |
| Valle Hermoso      |                   | Daniel Torres Espinoza                 |
| Victoria           |                   | Óscar de Jesús Almaraz Smer            |
| Villagrán          |                   | Blanca Elizabeth Rodríguez González    |
| Xicoténcatl        |                   | Vicente Javier Verástegui Ostos        |

### Diputados
| Partido | Partido | Partido                              | Diputados        | Diputados      | Diputados |
| Partido | Partido | Partido                              | Mayoría relativa | Plurinominales | Total     |
| ------- | ------- | ------------------------------------ | ---------------- | -------------- | --------- |
|         |         | Partido Acción Nacional              | 16               | 4              | 20/36     |
|         |         | Partido Revolucionario Institucional | 6                | 6              | 12/36     |
|         |         | Partido Verde Ecologista de México   | 0                | 1              | 1/36      |
|         |         | Nueva Alianza                        | 0                | 1              | 1/36      |
|         |         | Movimiento Ciudadano                 | 0                | 1              | 1/36      |
|         |         | Movimiento Regeneración Nacional     | 0                | 1              | 1/36      |
| Total   | Total   | Total                                | 22               | 14             | 36        |